# Arghandab (dystrykt)
Arghandab – dystrykt (powiat) leżący w centralnej części afgańskiej prowincji Kandahar. Populacja ludności w 2006 liczyła 54 900 ludzi. Przez dystrykt płynie rzeka o takiej samej nazwie.
Podczas natowskiej interwencji w Afganistanie dystrykt stał się w czerwcu 2008 areną bitwy z talibami. 9 czerwca 2010 doszło tam do zamachu samobójczego na weselu, podczas którego zginęło 40 osób, a 77 odniosło rany.